# Anastacia
Anastacia Lynn Newkirk (Chicago, Illinois, 17. rujna 1968.), američka pop pjevačica kantautorica. 
Prodala je 50 milijuna albuma od svog debi albuma Not That Kind iz 1999. Osim po snažnom glasu, Anastacia je poznata i po svom zaštitnom znaku, naočalama. 
Prvim pjesmama Forever Luv (godina 1993), One More Chance (godina 1993), Mi Negra, Tu Bombón (godina 1998) ne postiže znatni uspjeh. Ogroman uspjeh je postigla hit singlovima Not That Kind (godina 1998) i I'm Outta Love (godina 1999), a naslijedili su ih Cowboys And Kisses i Made For Lovin' You (2001 godine). Krajem 2001. godine objavljuje drugi album Freak Of Nature s kojeg izbacuje #1 hit Paid My Dues, te još tri hita: One Day In Your Life, Why'd You Lie To Me i You'll Never Be Alone. 
2002. godine njezina pjesma Boom je postala službenom pjesmom FIFA svjetskog nogometnog prvenstva. 
Prije izlaska novog albuma, Anastacia snima pjesmu Love Is A Crime za soundtrack filma Chicago 2003., a 2004. godine se vraća na scenu nakon uspješnog oporavka od raka dojke. Treći studijski album jednostavno nazvan Anastacia iznijedrio je #1 hitove Left Outside Alone i Sick And Tired. Uslijedili su singlovi: Welcome To My Truth i Heavy On My Heart (u kojoj pjeva o teškim trenucima koje je proživjela između drugog i trećeg albuma). 
2005. godine top-liste osvaja duetom s Ben Moodyjem (bivšim frontmenom grupe Evanescence) za pjesmu Everything Burns. Iste godine objavljuje i svoj prvi Greatest Hits album nazvan Pieces Of A Dream. Idući singl je bila naslovna pjesma tog albuma, a uslijedio je i duet s talijanskom zvijezdom Erosom Ramazzottijem, pjesma I Belong To You (Il Ritmo Della Passione). 
Anastacia je dosada objavila 2 DVD-a; 2002. godine The Video Collection i 2006. Live At Last. 
Između ostaloga, Anastacia je u kolovozu 2005. godine nastupila i u Hrvatskoj u Puli te oduševila hrvatsku publiku svojim hitovima.
U jesen 2006. godine pustila je u prodaju svoj prvi parfem nazvan Ressurection.

## Diskografija

### Studijski albumi
- 1999. - Not That Kind
- 2001. - Freak of Nature
- 2004. - Anastacia
- 2005. - Pieces Of A Dream
- 2008. - Heavy Rotation
- 2012. - It's a Man's World
- 2014. - Resurrection
- 2015. - Ultimate Collection

## Singlovi
- 1993.: "One More Chance"
- 1998.: "Not That Kind"
- 1999.: "I'm Outta Love"
- 2001.: "Cowboys And Kisses"
- 2001.: "Made For Lovin' You"
- 2001.: "Paid My Dues"
- 2002.: "One Day in Your Life"
- 2002.: "Boom"
- 2002.: "Why'd You Lie To Me"
- 2002.: "You'll Never Be Alone"
- 2003.: "Love Is a Crime"
- 2004.: "Left Outside Alone"
- 2004.: "Sick And Tired"
- 2004.: "Welcome To My Truth"
- 2004.: "Heavy On My Heart"
- 2005.: "Everything Burns" (duet s Benom Moodyjem)
- 2005.: "Pieces Of A Dream"
- 2006.: "I Belong To You" (duet s Erosom Ramazzottijem)
- 2008.: "I Can Feel You"
- 2008.: "Absolutely Positively"
- 2009.: "Defeated"
- 2009.: "Stalemate" (duet s Ben's Brothersima)
- 2010.: "Safety" (duet s Dima Bilanom)
- 2010.: "Burning Star" (duet s Nataliom Druyts)
- 2011.: "What Can We Do (A Deeper Love)" (duet s Tiëstom)
- 2012.: "If I Was Your Boyfriend" (duet s Tonyjem Moranom)
- 2012.: "Dream on"
- 2012.: "Best Of You"
- 2014.: "Stupid Little Things"
- 2014.: "Staring at the Sun"
- 2014.: "Lifeline"
- 2015.: "Take This Chance"

## Dueti
- 1993.: "Forever Luv" (duet s Davidom Moralesom)
- 1998.: "Mi Negra, Tu Bombón" (duet s Omarom Sosa)
- 1999.: "Tienes Un Solo" (duet s Omarom Sosa)
- 2000.: "Saturday Night's Alright for Fighting" (duet s Eltonom Johnom)
- 2001.: "Let It Be" (duet s Paulom McCartneyjem, Anastacia i ostali)
- 2001.: "I Ask of You" (duet s Lucianom Pavarottijem)
- 2001.: "What More Can I Give" (duet s Michaelom Jacksonom i ostalima)
- 2001.: "Love Is Alive" (duet s Vondom Shepard)
- 2001.: "911" (duet s Wyclefom Jeanom)
- 2001.: "I Thought I Told You That" (duet s Faith Evans)
- 2002.: "You Shook Me All Night Long" (duet s Celine Dion)
- 2002.: "Bad Girls" (duet s Jamiroquaijem)
- 2003.: "We Are the Champions, We Will Rock You, Amandla" (duet sa sastavima Queen, Cast, te s Beyoncé, Bonom, i Davidom A. Stewartom)
- 2004.: "I Do" (duet sa Sonnyjem Sandovalom)
- 2005.: "Everything Burns" (duet s Benom Moodyjem)
- 2006.: "I Belong to You" (duet s Erosom Ramazzottijem)
- 2007.: "Sing" (duet s Annie Lennox i ostalima)
- 2009.: "Stalemate" (duet s Ben's Brothersima)
- 2009.: "Holding Back the Years" (duet sa sastavom Simply Red)
- 2010.: "Safety" (duet s Dima Bilanom)
- 2010.: "Burning Star" (duet s Natalia)
- 2011.: "What Can We Do (A Deeper Love)" (duet s Tiëstom)
- 2012.: "If I Was Your Boyfriend" (duet s Tonyjem Moranom)
- 2014.: "Lifeline / Luce per sempre"(duet s Kekko Silvestre)

## Vanjske poveznice
Službena stranica